# Tsushima (Nagasaki)
Pour les articles homonymes, voir Tsushima.
Tsushima (対馬市, Tsushima-shi) est une ville située dans la préfecture de Nagasaki, au Japon.

## Géographie

### Situation

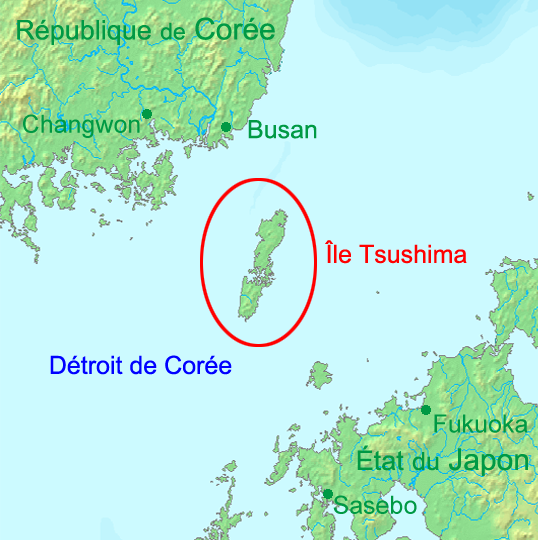
Carte de l'île Tsushima dans le détroit de Corée.

Tsushima est située dans la préfecture de Nagasaki, sur l'île de Kyūshū, au Japon. Elle comprend deux îles principales : Kamijima, au nord, et Shimojima, appelées conjointement l'île Tsushima, et une centaine d'autres îles plus petites. La ville est entièrement comprise dans le parc quasi national d'Iki-Tsushima, comme la ville d'Iki, une île située au sud-est de Tsushima.

### Climat
Grâce au courant de Tsushima qui circule du détroit de Tsushima vers le nord de l'île de Honshū, dans la mer du Japon, le climat de Tsushima est tempéré.
| Mois                                             | jan.      | fév.      | mars      | avril     | mai      | juin      | jui.      | août      | sep.      | oct.      | nov.      | déc.      | année     |
| ------------------------------------------------ | --------- | --------- | --------- | --------- | -------- | --------- | --------- | --------- | --------- | --------- | --------- | --------- | --------- |
| Température minimale moyenne (°C)                | 2,5       | 3,2       | 6,3       | 10,3      | 14,4     | 18,5      | 23,1      | 24,2      | 20,6      | 15,3      | 9,6       | 4,9       | 12,7      |
| Température moyenne (°C)                         | 6         | 6,9       | 10        | 14,2      | 18,2     | 21,3      | 25,4      | 26,8      | 23,4      | 18,7      | 13,3      | 8         | 16        |
| Température maximale moyenne (°C)                | 9,2       | 10,5      | 13,6      | 18,1      | 22,2     | 24,7      | 28,3      | 30        | 26,5      | 22,3      | 17,1      | 11,6      | 19,5      |
| Record de froid (°C) date du record              | −7,7 1915 | −8,6 1895 | −5,2 1977 | −1,3 1972 | 4,8 1894 | 6,2 1893  | 12,2 1966 | 13,6 1913 | 8,8 1905  | 0,7 1889  | −2,7 1889 | −6,4 1892 | −8,6 1895 |
| Record de chaleur (°C) date du record            | 19,8 1946 | 21,3 2021 | 24,4 1902 | 27,8 1983 | 32 1979  | 32,9 1958 | 36,9 2018 | 36,8 2016 | 34,6 1903 | 30,2 2016 | 26,9 1979 | 22,3 1954 | 36,9 2018 |
| Ensoleillement (h)                               | 147,6     | 143,5     | 161,5     | 183,1     | 199,2    | 136,3     | 136,1     | 160,4     | 131,1     | 161,1     | 149       | 153,9     | 1 862,8   |
| Précipitations (mm)                              | 80,1      | 94,7      | 172,3     | 218,4     | 241,2    | 294,4     | 370,5     | 326,4     | 235,5     | 120,8     | 100,6     | 68        | 2 302,6   |
| dont neige (cm)                                  | 0         | 0         | 0         | 0         | 0        | 0         | 0         | 0         | 0         | 0         | 0         | 0         | 0         |
| Nombre de jours avec précipitations              | 6,4       | 6,8       | 9         | 9         | 8,2      | 10,8      | 11,6      | 10,5      | 9         | 5,6       | 6,6       | 6,3       | 99,8      |
| dont nombre de jours avec précipitations ≥ 10 mm | 2,5       | 2,8       | 4,8       | 5,1       | 5,2      | 6         | 6,5       | 6,4       | 4,9       | 3,1       | 2,8       | 2         | 51,9      |
| Humidité relative (%)                            | 61        | 62        | 65        | 68        | 72       | 82        | 83        | 81        | 78        | 70        | 68        | 63        | 71        |
| Nombre de jours avec neige                       | 0         | 0         | 0,1       | 0         | 0        | 0         | 0         | 0         | 0         | 0         | 0         | 0,1       | 0,2       |

| Diagramme climatique                                  |             |              |               |               |               |               |             |               |               |              |           |
| J                                                     | F           | M            | A             | M             | J             | J             | A           | S             | O             | N            | D         |
| 9,22,580,1                                            | 10,53,294,7 | 13,66,3172,3 | 18,110,3218,4 | 22,214,4241,2 | 24,718,5294,4 | 28,323,1370,5 | 3024,2326,4 | 26,520,6235,5 | 22,315,3120,8 | 17,19,6100,6 | 11,64,968 |
| Moyennes : • Temp. maxi et mini °C • Précipitation mm |             |              |               |               |               |               |             |               |               |              |           |

## Histoire
Tsushima est mentionnée dans les plus anciens livres du Japon. Selon la mythologie japonaise, elle compte parmi les huit îles mises au monde par le couple divin Izanagi et Izanami.
L'île a subi les invasions mongoles de 1274 et 1281.